# Boixedera
Boixedera és una masia situada al municipi de Navès, a la comarca catalana del Solsonès. Forma part del nucli de Vilandeny.